# 무한의 계단
《무한의 계단》은 엔플라이 스튜디오가 개발한 모바일 아케이드 게임이다.

## 게임 플레이
무한의 계단은 버튼을 이용하여 계단을 올라가는 게임이다. 무한의 계단은 캐릭터와 펫, 다양한 모드, 스페셜이 있는데 캐릭터는 계단을 올라갈때 필요하고 펫은 보너스나 아이템을 얻기 위해 사용된다. 모드는 여러가지가 있는데 모드마다 규칙과 목표가 다르다. 스페셜은 세계 여행, 에피소드 등 많은 게임이 있다.  펫을 사람으로 바꾸거나 다른 스킨을 살 수도 있다